# 大堂海岸

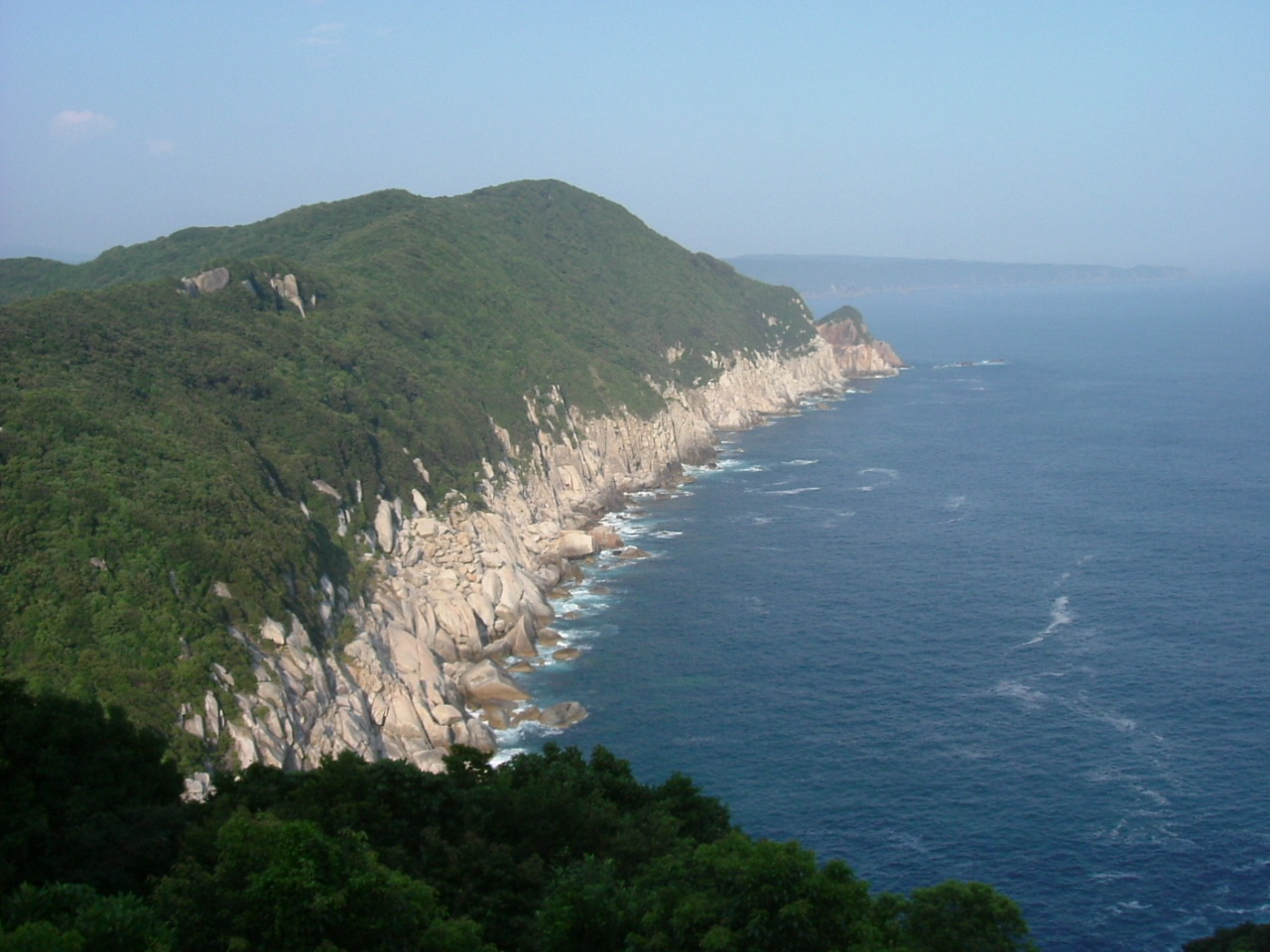
大堂海岸の断崖

大堂海岸（おおどうかいがん）は、高知県幡多郡大月町にある海岸である。足摺宇和海国立公園に指定されている。

## 概要
宿毛湾の南に突き出た大月半島の南側海岸を大堂海岸と呼ぶ。半島の南側は岩が波により侵食された断崖が続く。断崖の岩石は花崗岩と水成岩で構成されている。白く見える岩石が花崗岩である。地殻変動の激しかった白亜紀に水成岩須崎層に裂け目が出来、そこに花崗岩の岩漿が噴き出した結果、現在の姿になった。
高さ120-130mの切り立った断崖はロッククライミングスポットとなっている。
植生はヤブツバキ、ウバメガシ、トベラなどの照葉樹林である。野生のニホンザルが棲息しており「お猿公園」がある。
展望台、観音岩、お万の滝などの観光スポットがある。

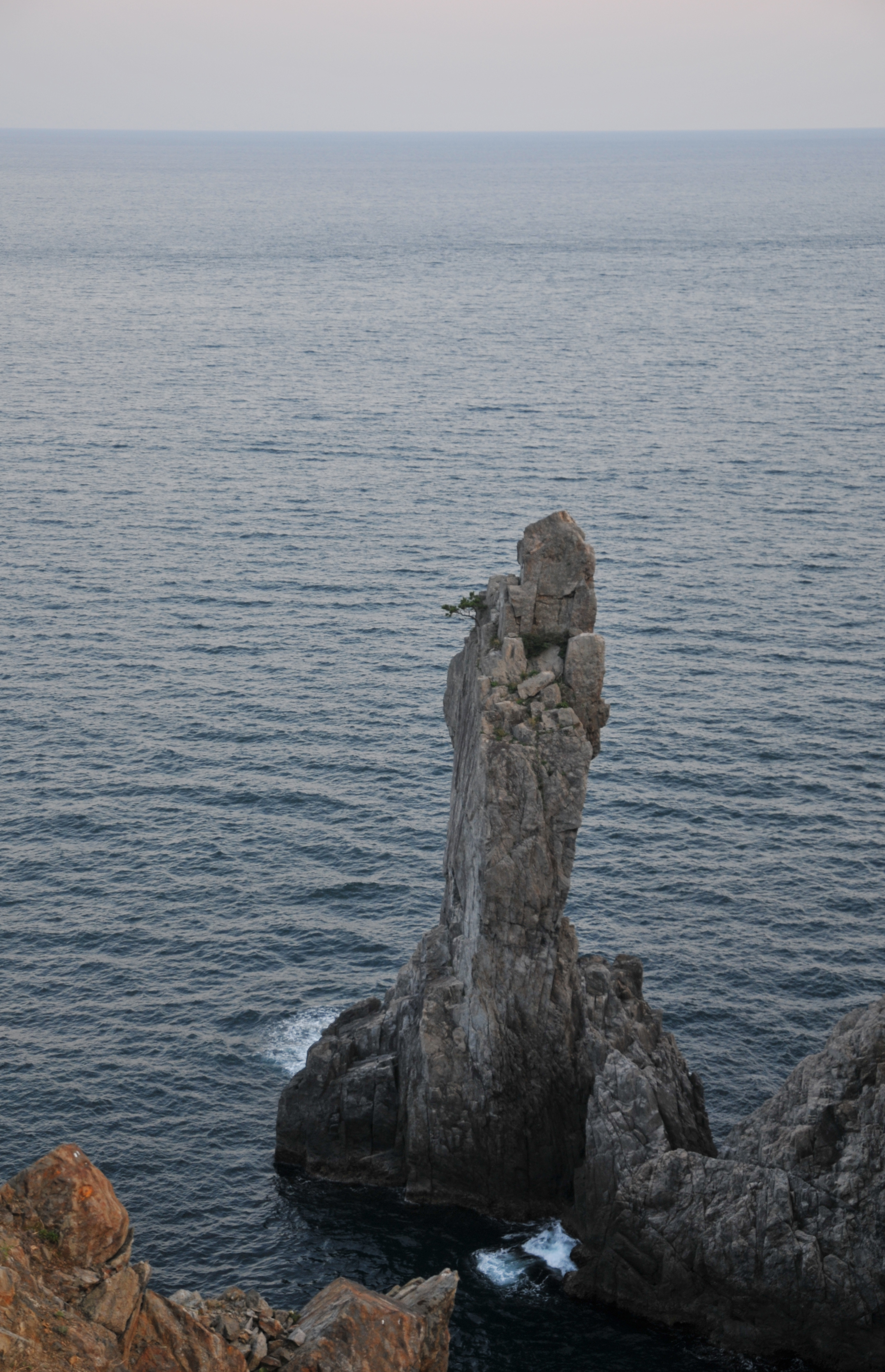
観音岩

## 観音岩
高さ30mほどの花崗岩の岩で海から突き出た姿が観音菩薩に似ていることからこの名がついた。昔は沖を航行する船を照らしたと言う伝説がある。江戸時代初期の寛永15年（1638年）島原の乱鎮圧の慰問使であった雨ノ森九太夫が敵弾で負傷し船で帰途中に重態となった。一条の光を頼りに柏島に辿り着き、そこで息を引き取ったと伝えられている。この時の光が観音岩であったという。

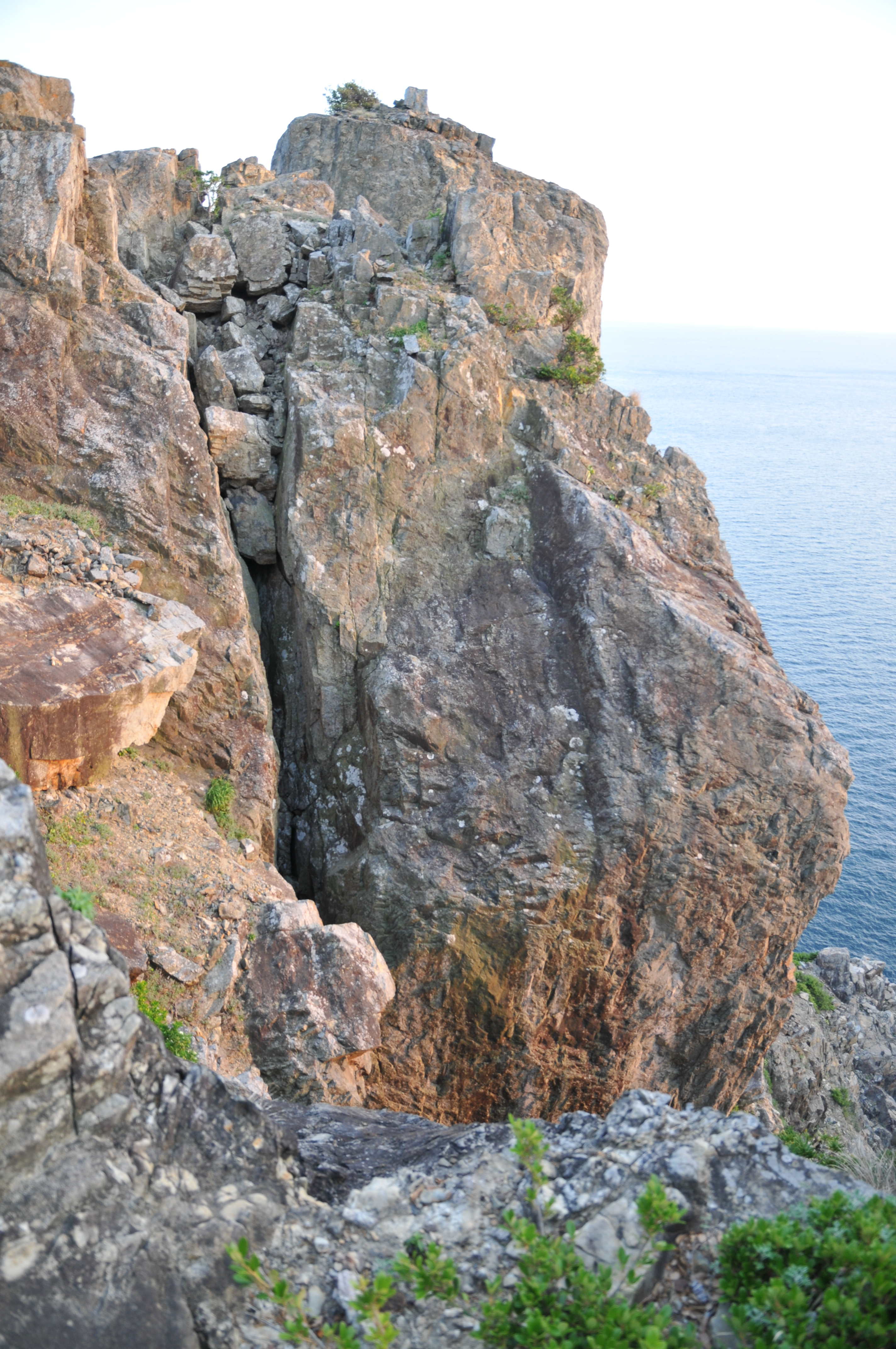
お万の滝

## お万の滝
滝という名称となっているが水は流れていない。断崖をこの地方では「タキ」「ガケ」と呼ぶ。伝承によれば、その昔、お万という盲目の美女が島守に恋をした。しかし、恋する島守の職務の妨げになると、高さ120mの崖から身を投じたという。この悲話を悼んで、この断崖は「お万の滝」と呼ばれるようになった。